# Atomnummer
Alle grundstofferne i det periodiske system har et entydigt atomnummer, også kaldet grundstofnummer, som direkte fortæller hvor mange protoner der findes i atomkernen for det pågældende grundstof. I fysiske formler m.v. repræsenteres atomnummeret som regel ved bogstavet Z.
I uladede atomer (modsat ioner) omkredses atomkernen af lige så mange elektroner som der er protoner i kernen, så for ikke-ioniserede atomer angiver atomnummeret også antallet af elektroner. Udtrykket "omkredses" skal ikke forstås som noget, der minder om planeternes baner omkring Solen i solsystemet. Heisenbergs ubestemthedsrelationer fortæller os, at vi ikke kan bestemme en partikels præcise position, hvis den bevæger sig. En elektron befinder sig i et bestemt energiniveau et omtrentligt sted indenfor "en sky dannet af en enkelt elektron".
Visse processer, f.eks. fission, fusion samt de fleste former for radioaktivitet indebærer at antallet af protoner i en atomkerne ændres, og dermed ændres kernens atomnummer, og bliver til et nyt atom.
De midlertidige navne til grundstoffer baserer sig på atomnumrene.
Den hollandske amatørfysiker Antonius van den Broek udgav i 1911 en hypotese i Natureom, at nummeret som et grundstof har i det periodiske system, atomnummeret, svarer til ladningen i atomkernen. og det inspirerede Henry Moseley til at foretage eksperimentelle arbejde, der fandt gode beviser for at det var sandt i 1913.